# Свешников, Александр Васильевич
Алекса́ндр Васи́льевич Све́шников (11 сентября 1889, Коломна — 3 января 1980, Москва) — советский российский хоровой дирижёр, хормейстер, педагог, общественный деятель. Народный артист СССР (1956), Герой Социалистического Труда (1970), лауреат Сталинской премии второй степени (1946).

## Биография
Родился в Коломне (ныне Московская область) в семье мелких ремесленников.
В 1909 году окончил Московскую Народную консерваторию (теорией музыки занимался у Б. Л. Яворского, пением у С. Г. Власова). В 1913 году окончил Музыкально-драматическое училище Московского филармонического общества (ныне — ГИТИС), где занимался у А. Н. Корещенко и В. С. Калинникова.
С 1909 года работал регентом и преподавал хоровое пение в московских школах. Руководил рабочим хором на фабрике С. В. Морозова в Богородске. После 1917 года работал инструктором по школьному хоровому воспитанию в разных районах Москвы, руководил рабочими хорами, создал капеллу железнодорожников на станции «Москва-Сортировочная», по направлению Наркомпроса принимал участие в формировании детских колоний на Полтавщине, несколько лет работал педагогом и воспитателем недавних беспризорников. С 1921 по 1923 год руководил хоровой капеллой в Полтаве; в первой половине 1920-х годов — один из самых известных в Москве церковных регентов (регент храма Успения Пресвятой Богородицы на Могильцах). В 1923—1928 годах заведовал вокальной частью 1-й студии МХАТа.

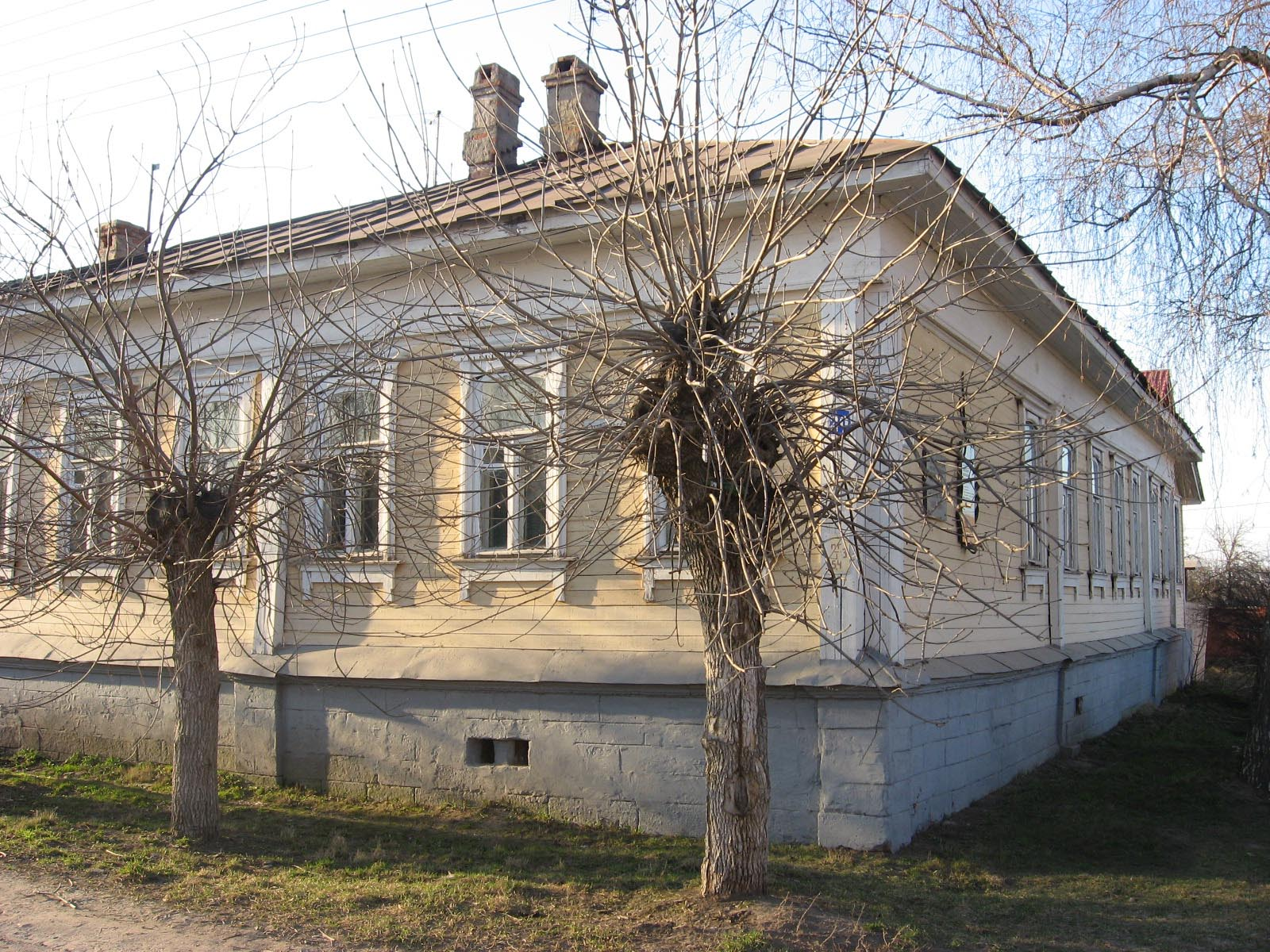
Дом Свешниковых в Коломне
на улице Арбатской

А. В. Свешников в Барвихе

В 1928—1936 годах руководил созданным им вокальным ансамблем при Радиокомитете СССР. На базе этого ансамбля в 1936 году основал и возглавил Государственный хор СССР. В 1937—1941 годах — художественный руководитель Ленинградской государственной академической капеллы. В 1941—1944 годах — заведующий вокальной частью Ансамбля НКВД.
С 1941 года возглавлял организованный им Государственный хор русской песни (ныне — Государственный академический русский хор имени А. В. Свешникова), которым руководил до конца жизни. Гастролировал с хором во многих городах СССР и за рубежом (Бельгия, Венгрия, ГДР, Италия, Норвегия, Румыния, Чехословакия, Швеция, Япония). Свешникову принадлежат хоровые обработки русских народных и других песен.
В 1944 году стал одним из создателей Московского хорового училища (с 1982 — имени А. В. Свешникова), также был его художественным руководителем. Впоследствии на его базе В. С. Поповым была создана Академия хорового искусства (с 2009 — имени В. С. Попова).
С 1944 года преподавал в Московской консерватории имени П. И. Чайковского, в период 1944—1948 годов — декан дирижёрско-хорового факультета; с 1946 — профессор. Назначен ректором Московской консерватории в 1948 году в ходе музыкально-идеологического погрома, взамен обвинённого в «формализме» В. Я. Шебалина.
Должность ректора занимал до 1974 года.
Организатор и председатель (1957—1964) Всероссийского хорового общества. Был членом жюри Международного конкурса имени П. И. Чайковского по разделу вокального искусства (1966, 1970, 1974).
Автор литературного сочинения «Хоровое пение — искусство истинно народное» (1962), множества статей о музыкальном искусстве.
Член ВКП(б) с 1950 года.
А. В. Свешников скончался 3 января 1980 года в Москве. Похоронен на Новодевичьем кладбище (участок № 9).

### Характеристика творчества и деятельности

Могила А. В. Свешникова на Новодевичьем кладбище

Был хормейстером и руководителем авторитарного типа, но при этом настоящим мастером хорового дирижирования, глубоко воспринявшим старую русскую традицию. Его многочисленные обработки народных песен превосходно звучат в хоре и до сих пор широко исполняются. Репертуар ГАРХ в его времена отличался большим диапазоном, включал множество крупных форм русских и зарубежных авторов, в том числе сочинений М. С. Березовского, Д. С. Бортнянского, М. И. Глинки, М. П. Мусоргского, Н. А. Римского-Корсакова, П. И. Чайковского, С. И. Танеева, С. В. Рахманинова, С. С. Прокофьева, Д. Д. Шостаковича, Ю. А. Шапорина, В. Я. Шебалина, Г. В. Свиридова, Р. К. Щедрина и др. Концертный репертуар включал сочинения Дж. Перголези, А. Вивальди, И. С. Баха, Г. Ф. Генделя, В. А. Моцарта (Реквием и др.), Л. ван Бетховена, Дж. Россини, А. Онеггера, Б. Бриттена. Главным памятником искусства этого хормейстера осталась великолепная, глубоко церковная по духу и до сих пор не превзойденная запись «Всенощного бдения» С. В. Рахманинова, осуществлённая им в 1965 году.

### Семья

Свешников с супругой и дочерью Галиной (1914)

- отец — Василий Яковлевич Свешников, домовладелец, сын коломенского мещанина[1];
- мать — Елена Семёновна Свешникова (урожд. Нестерова), дочь купца[1];
- первая жена — Лидия Александровна Свешникова.

- дочь — Галина (умерла в младенчестве).
- сын — Вячеслав (1918— ?), полковник медицинской службы. Участник Отечественной войны, награждён боевыми орденами и медалями.

- вторая жена — Александра Семёновна Свешникова (1914—1983). Профессор Московской консерватории по классу вокала[6][неавторитетный источник]. Детей не было.

## Награды и звания
- Герой Социалистического Труда (11 сентября 1970)[7];
- заслуженный артист РСФСР;
- народный артист РСФСР (1946);
- народный артист СССР (24.12.1956)[8][3];
- Сталинская премия второй степени (июнь 1946) — за концертно-исполнительскую деятельность[2];
- Государственная премия РСФСР имени М. И. Глинки (1967) — за концертные программы хора (1964—1965) и (1965—1966)
- три ордена Ленина (1960, 1966, 1970[7]);
- два ордена Трудового Красного Знамени (1940, 1950)[источник не указан 724 дня];
- медаль «За доблестный труд в Великой Отечественной войне 1941—1945 гг.» [источник не указан 724 дня];
- медаль «В память 800-летия Москвы»[источник не указан 724 дня];
- медаль «За доблестный труд. В ознаменование 100-летия со дня рождения Владимира Ильича Ленина»[источник не указан 724 дня];
- орден «Кирилл и Мефодий» (НРБ, 1968)[источник не указан 724 дня];
- почётный член Королевской академии музыки (Великобритания)[источник не указан 724 дня].

## Ученики
- Минин, Владимир Николаевич[3] — хормейстер, художественный руководитель и главный дирижёр Московского Государственного академического камерного хора.
- Павлов, Леонид Николаевич — дирижёр, хормейстер.
- Попов, Виктор Сергеевич — хоровой дирижёр.
- Птица, Клавдий Борисович — хоровой дирижёр, хормейстер.
- Ровдо, Виктор Владимирович — хоровой дирижёр, музыкальный деятель.
- Семеновский, Дмитрий Дмитриевич — дирижёр, хормейстер.
- Тевлин, Борис Григорьевич — хоровой дирижёр, профессор, руководитель камерного хора МГК имени П. И. Чайковского.
- Юрлов, Александр Александрович[3] — хоровой дирижёр.

## Память
- Документальный фильм «Песнь моя — жизнь моя» (1971, ЦСДФ, режиссёр А. Павлов) о руководстве Государственным академическим хором русской песни[9].
- Документальный фильм «Поющие дирижёры. Часть первая: „Хоровой класс“» (1974, «Центрнаучфильм», режиссёр Л. Копершмидт) об учебном процессе на дирижёрско-хоровом отделении Московской консерватории имени П. И. Чайковского[10].
- После кончины А. В. Свешникова его именем названы основанное им Московское хоровое училище и детская хоровая школа Коломны. Хоровому училищу (академии) в 2009 году было присвоено имя Виктора Попова. В 1981 году именем Свешникова был назван двухпалубный круизный теплоход, курсировавший по Волге, Каме и Оке[11].
- В 1983 году на доме в Москве, где с 1950 года жил дирижёр: ул. Горького (ныне Тверская улица), 9, установлена выполненная в бронзе мемориальная доска; авторы — скульптор Ю. Орехов, архитектор Б. Палуй[12].
- В августе — сентябре 2015 года в фойе Большого зала Московской консерватории была развёрнута экспозиция, приуроченная к 125-летию со дня рождения дирижёра.

## Комментарии
1. ↑  В изданиях советского периода годом рождения А. В. Свешникова приводится 1890 год[2][3]. Согласно записи, найденной в церковной метрической книге коломенской Никитской церкви, дата рождения Александра — 30 августа (11 сентября) 1889 года[1].